# Dopsconvent
Het Dopsconvent maakt deel uit van het Begijnhof Ten Wijngaarde in Brugge.

## Geschiedenis
Het Dopsconvent, nu Begijnhof nummers 32 tot 40, werd in 1338 gesticht door Maria Dops voor bewoning door arme begijnen. Het gaat om een apart klein beluik, ten oosten van het huis van de grootjuffrouw. De woningen zijn constructies uit de veertiende tot zeventiende eeuw, die in 1987 werden gerestaureerd.
Net als het Begijnhof zelf, werd dit afzonderlijk beluikje in 1796 eigendom van de Commissie van Burgerlijke godshuizen. Het werd geïncorporeerd in het Begijnhof en mee aan de stad Brugge verkocht, toen deze in 1974 eigenaar werd. De overeenkomst met de Congregatie van de Dochters van de Kerk bleef gelden, die verder de bewoning van de huisjes beheerden. Deze godshuizen zijn dus niet meer te inventariseren onder de andere van het OCMW afhankelijke godshuizen, bestemd voor verhuring aan minderbedeelden.
Het Dopsconvent werd, samen met het hele Begijnhof, beschermd als stedelijk landschap en monument in 1939, en opnieuw beschermd als monument en als deel van het stedelijk landschap Minnewater en omgeving in 1996.